# لوکوجا

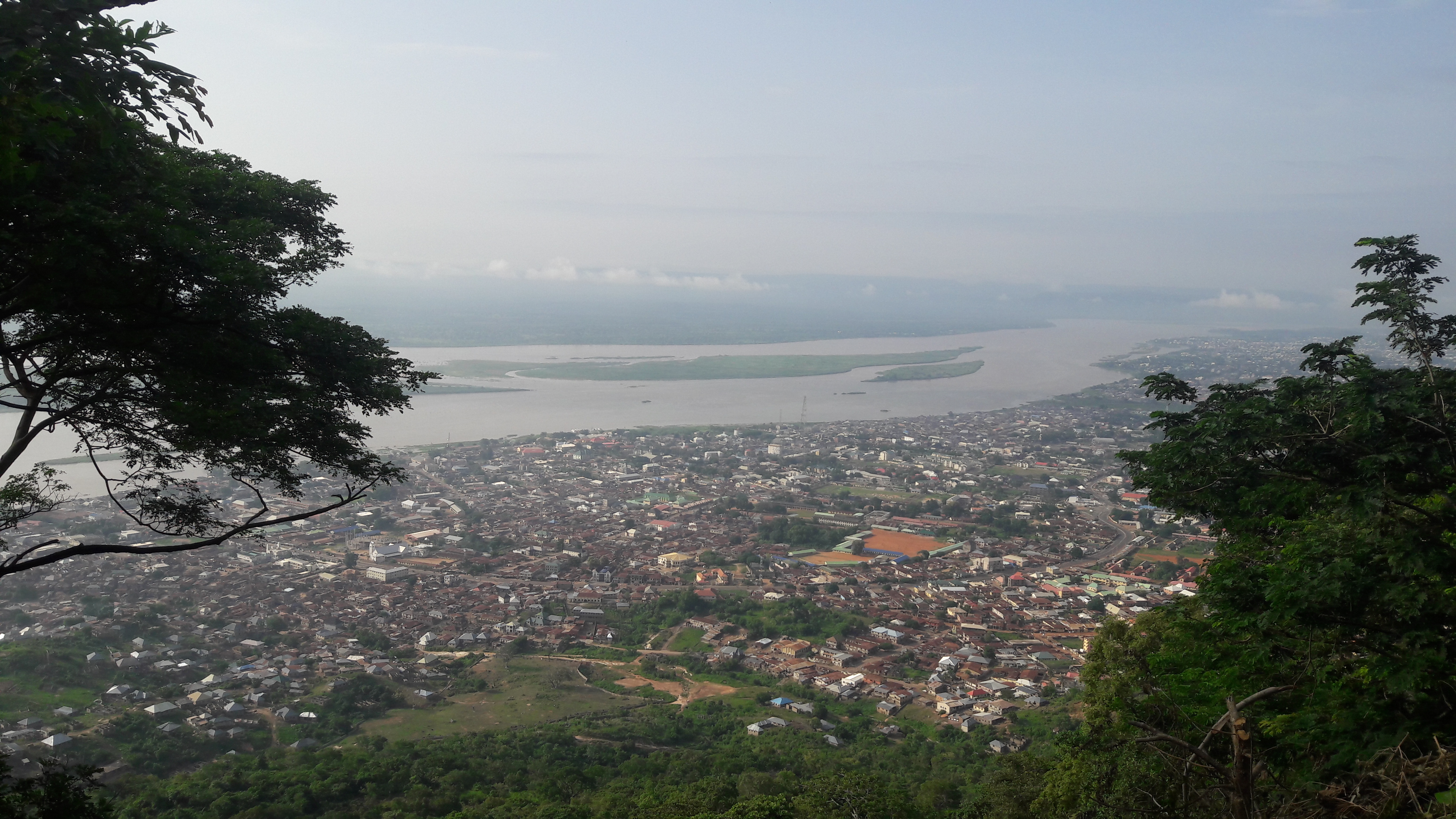
نمایی از شهر لوکوجا

لوکوجا (به لاتین: Lokoja) یک شهر در نیجریه است که در ایالت کوگی واقع شده‌است.